# Lista de províncias e territórios do Canadá por despesas anuais
No Canadá, os governos nos níveis federal, provincial, territorial e a também municipal possuem o poder de gastar fundos públicos. Esta é uma lista das províncias e territórios do Canadá por despesas anuais, em dólares canadenses.
| Posição | Nome                     | Nível de governo | Despesa total      | Ano fiscal | Fonte  |
| ------- | ------------------------ | ---------------- | ------------------ | ---------- | ------ |
| -       | Canadá                   | Federal          | C$ 280,500,000,000 | 2010-11    | [ 1 ]  |
| 1       | Ontário                  | Provincial       | C$ 129,000,000,000 | 2010-11    | [ 2 ]  |
| 2       | Quebec                   | Provincial       | C$ 69,551,000,000  | 2010-11    | [ 3 ]  |
| 3       | Colúmbia Britânica       | Provincial       | C$ 40,600,000,000  | 2010-11    | [ 4 ]  |
| 4       | Alberta                  | Provincial       | C$ 38,712,000,000  | 2010-11    | [ 5 ]  |
| 5       | Manitoba                 | Provincial       | C$ 10,754,577,000  | 2010-11    | [ 6 ]  |
| 6       | Saskatchewan             | Provincial       | C$ 10,124,086,000  | 2010-11    | [ 7 ]  |
| 7       | Nova Escócia             | Provincial       | C$ 9,044,361,000   | 2010-11    | [ 8 ]  |
| 8       | Novo Brunswick           | Provincial       | C$ 7,880,476,000   | 2010-11    | [ 9 ]  |
| 9       | Terra Nova e Labrador    | Provincial       | C$ 7,398,090,400   | 2010-11    | [ 10 ] |
| 10      | Ilha do Príncipe Eduardo | Provincial       | C$ 1,515,900,000   | 2010-11    | [ 11 ] |
| 11      | Nunavut                  | Territorial      | C$ 1,300,000,000   | 2010-11    | [ 12 ] |
| 12      | Territórios do Noroeste  | Territorial      | C$ 1,290,000,000   | 2010-11    | [ 13 ] |
| 13      | Yukon                    | Territorial      | C$ 1,075,402,000   | 2010-11    | [ 14 ] |